# ۳-هیدروکسی‌آسپارتیک اسید
۳-هیدروکسی‌آسپارتیک اسید (به انگلیسی: 3-Hydroxyaspartic acid) یک ترکیب شیمیایی با شناسه پاب‌کم ۴۴۳۲۳۹ است. 